# Omar al-Hariri
Omar Mokhtar al-Hariri (Libia; c. siglo XX-2 de noviembre de 2015) fue una figura de liderazgo del Consejo Nacional de Transición (CNT) de Libia que sirvió como Ministro de Asuntos Militares en 2011 durante la guerra civil de su país. El controló el Ejército de Liberación Nacional Libio y la Fuerza Aérea Libia Libre de marzo a mayo del mismo año. Si bien no sirvió mucho tiempo en el consejo ejecutivo tras ser sustituido por Jalal al-Digheily, él encabezó los Asuntos Militares en la legislatura unicameral del CNT.

## Biografía
Al-Hariri se involucró en el golpe de Estado del 1 de septiembre de 1969, contra la monarquía que lideraba el rey Idris I, que organizó el coronel Muamar el Gadafi iniciando una dictadura de 42 años. Organizó una conspiración para derrocar a este en 1975. Cuando el golpe fue descubierto, 300 hombres fueron arrestados, 4 de ellos murieron durante el interrogatorio; del resto, 21 fueron sentenciados a muerte, incluyendo al-Hariri. Estuvo encarcelado por 15 años de 1975 a 1990 bajo sentencia de muerte, con 4 años y medio en confinamiento solitario. Gadafi le conmutó la sentencia en 1990 y al-Hariri subsecuentemente estuvo bajo arresto domiciliario hasta que lo terminó la guerra de 2011. Después de ser liberado de su detención, eventualmente encabezó las fuerzas armadas del CNT. 
En una entrevista con The Globe and Mail, al-Hariri habló del futuro de Libia: Ellos deben elegir un nuevo presidente y él debe servir por un tiempo limitado. El podría se removido si no sirve al pueblo. Y, de paso, necesitamos un parlamento y un sistema multipartidista.
El 19 de mayo de 2011 The Economist reportó que Jalal al-Digheily fue nombrado “Ministro de Defensa”. Al Jazeera y la Fundación Jamestown confirmaron después que Digheily sustituyó a El-Hariri. A diferencia de al-Hariri, Digheily fue reportado previamente a un puesto en el consejo ejecutivo del CNT, el departamento de “asuntos militares” fue encabezado durante algún tiempo por al-Hariri. Falleció en un accidente de tráfico el 2 de noviembre de 2015 sobre la carretera entre Al Bayda y Al Qubbah en Libia.